# George Brown, Baron George-Brown

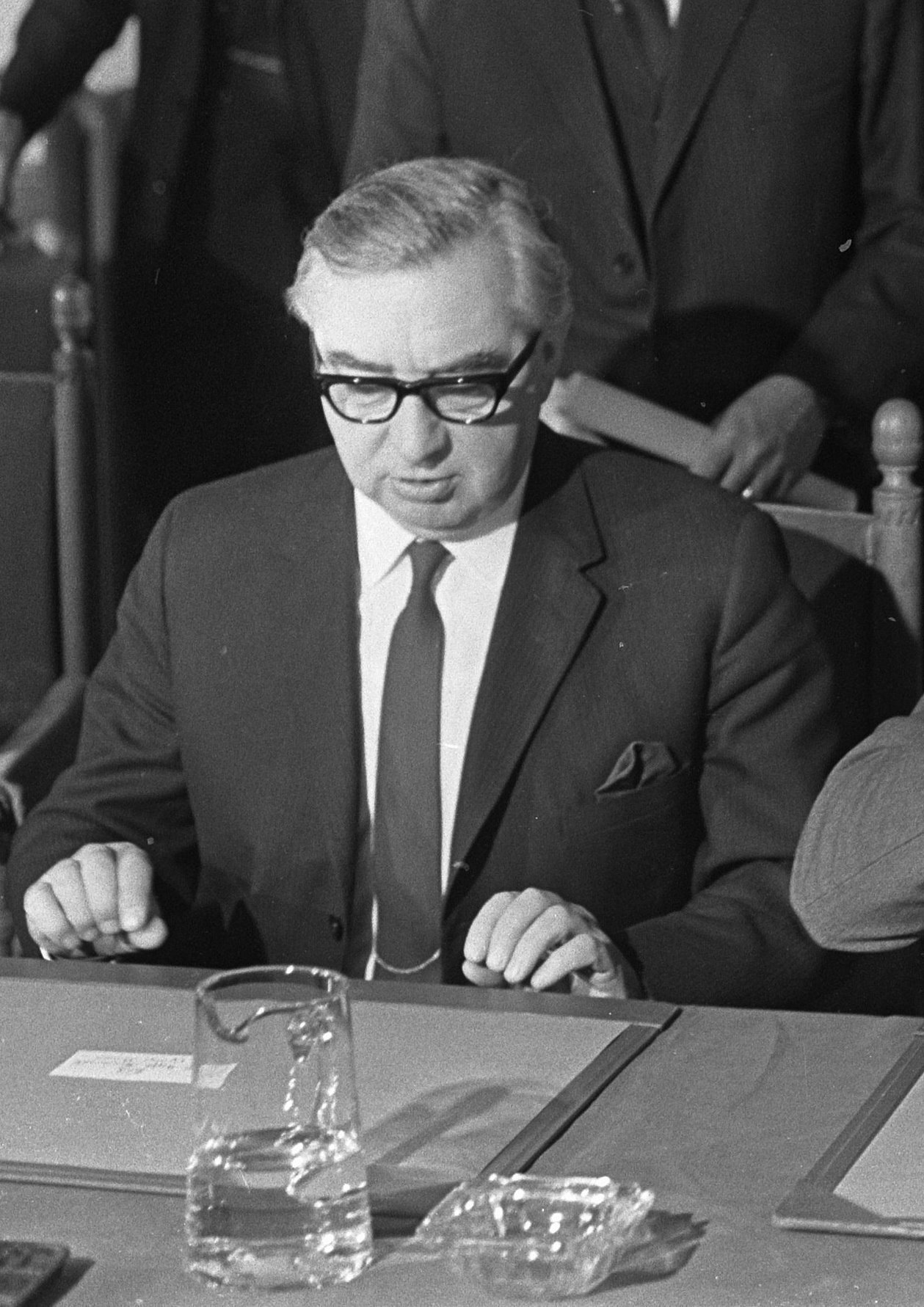
George Brown, Baron George-Brown (1967)

George Alfred Brown, Baron George-Brown (* 2. September 1914; † 2. Juni 1985 in Truro, Cornwall) war ein britischer Politiker.

## Karriere
Brown war Mitglied des Unterhauses der Labour Party, deren stellvertretender Vorsitzender er von 1960 bis 1968 war, für den Bezirk Belper in der Grafschaft Derbyshire von 1945 bis 1970, kurzzeitig Arbeitsminister (1951) und Außenminister von 1966 bis 1968.
Im Jahr 1963 kandidierte er nach dem Tod von Hugh Gaitskell für den Parteivorsitz, unterlag jedoch Harold Wilson. Der hochrangige Labour-Politiker Anthony Crosland bezeichnete die interne Entscheidung zwischen Wilson und Brown als Wahl „zwischen einem Gauner und einem Säufer“ (Brown wurde ein Alkoholproblem nachgesagt).
Am 6. November 1970 wurde er als Baron George-Brown, of Jevington in the County of Sussex, zum Life Peer und dadurch auf Lebenszeit Mitglied des House of Lords. Nach seinem Tod in Cornwall wurde er im Golders Green Crematorium in London eingeäschert, wo sich auch seine Asche befindet.

## Bibliografie
- In My Way (Autobiographie)